# Knock Madness
Knock Madness è il terzo album in studio del rapper statunitense Hopsin, pubblicato il 26 novembre 2013 dalla Funk Volume.

## Il disco

### Antefatti
Hopsin ha introdotto l'uscita del nuovo album durante un'intervista a HipHopDX il 12 agosto 2011, nella quale affermava di "puntare che la qualità di Knock Madness sia buona, altrimenti migliore di quella dell'album ancora in uscita Detox di Dr. Dre. Hopsin ha anche detto che questo suo lavoro avrà un messaggio positivo e che vorrebbe che all'ascolto le persone fossero ispirate. Il 20 gennaio 2012 il rapper ha fatto sapere dal suo account Twitter che l'album "è la mia principale priorità nella mia vita in questo momento" e successivamente scrive che dopo questo lavoro potrebbe prendersi una pausa dalla scena e per questo tiene al fatto che Knock Madness diventi il suo più grande lavoro. Il 24 gennaio 2013 la Funk Volume pubblica sul suo account di YouTube "Funk Volume 2013", prodotta ed interpretata dallo stesso rapper e a cui collaborano Dizzy Wright, Jarren Benton, SwizZZ e DJ Hoppa.

### Registrazione e produzione
Durante il RAW tour di metà 2011 Hopsin ha iniziato a lavorare su Knock Madness, ma con scarso impegno. Il 17 gennaio 2012 SwizZz e Dizzy Wright confermano che avrebbero collaborato all'album; nel mese di marzo 2012 ha rivelato che anche il rapper Tech N9ne ha accettato la sua proposta di collaborare a una traccia per il disco.
Il 20 aprile Hopsin pubblica nella sua pagina ufficiale di Facebook alcune foto che lo ritraggono insieme al batterista dei blink-182 Travis Barker, scrivendo che avrebbe autoprodotto quasi tutto l'album ad eccezione di uno o due brani in cui Barker ha registrato le proprie parti di batteria. Nello stesso mese Hopsin ha mostrato il proprio interesse a voler collaborare anche con Childish Gambino.
In un'intervista di febbraio 2013, Hopsin ha affermato che stava registrando l'album e ha sperato di completare il processo entro il mese di giugno; inoltre ha aggiunto che l'album avrebbe contenuto venti brani. Il mese successivo, il rapper ha iniziato a registrare l'album in seguito alla rottura della relazione con la sua ex-fidanzata, guadagnando così molto più tempo per registrare e concentrarsi sulla musica; inoltre ha aggiunto che l'album sarebbe stato pubblicato con un CD bonus che avrebbe contenuto tutti i brani rimasterizzati di "Ill Mind of Hopsin". Nell'ottobre 2013 Hopsin ha confermato di aver finito le registrazioni dell'album l'album e di averlo consegnato alla sua etichetta affinché lo pubblicassero; inoltre ha affermato di aver rimasterizzato il prodotto finale circa 20-30 volte per conferire un suono migliore.

### Pubblicazione e promozione
Nel luglio 2012 Hopsin ha pubblicato il video Ill Mind of Hopsin 5, nella quale parla della gioventù problematica e del suo effetto sui media. Nel dicembre 2012 Hopsin ha scritto sul suo account Facebook e Twitter che avrebbe collaborato con Travis Barker in un album che sarebbe stato pubblicato nel 2013, poi il 5 febbraio 2013 fa sapere che tutte le tracce erano state completate e che Knock Madness sarebbe stato pubblicato. L'8 agosto 2012 Hopsin conferma che Knock Madness sarebbe stato pubblicato nel 2013. Nel febbraio 2013 il rapper ha detto che l'album sarebbe stato pubblicato invece attorno a settembre. Il 18 luglio 2013 posticipa la data di pubblicazione del suo lavoro definitivamente al 26 novembre 2013 e l'11 settembre 2013 Hopsin debutta nel suo nuovo vlog con una serie a proposito del suo album dove parla di come si fosse ispirato.

### Singoli
In un'intervista con Thisis50, Hopsin dà alcune informazioni sull'album, dicendo che il singolo principale si chiamerà "Hop Madness" e lo stesso Hopsin il 5 gennaio 2012 conferma nel suo account di Facebook che il video di "Hop Madness" sarebbe stato pubblicato quello stesso mese. Più tardi Hopsin ha detto che il video sarebbe stato pubblicato invece il 10 marzo 2012, ma quel giorno la stessa Funk Volume in un video dice che Hop Madness sarà disponibile a metà marzo ed infatti il video viene pubblicato il 15 marzo 2012.Il 18 luglio 2013 Hopsin pubblica il video di "Ill Mind of Hopsin: old friends" nel suo canale YouTube e su iTunes come single, dicendo che non è la seconda puntata delle "Ill mind of Hopsin" ma un singolo che prenderà parte all'album sotto il titolo di "Old Friend" Il 18 agosto 2013 in uno status su Facebook Hopsin conferma che il primo singolo del nuovo album "Hop is back" sarebbe stato pubblicato nel giro di due settimane per poi essere ufficialmente pubblicato il 13 ottobre 2013 e il 21 ottobre Hopsin conferma che sia il video della canzone sarebbe stato pubblicato la mezzanotte del giorno successivo. In questa canzone Hopsin cita Kendrick Lamar e dissa la nuova musica di Kanye West dicendo però che non nutre odio verso Kendrick Lamar e ha dissato Kanye West, perché non gli piacciono i suoi nuovi prodotti.

## Il tour
Nell'autunno del 2012 Hopsin e il resto della Funk Volume fanno un tour che tocca città in America, Europa ed Australia e dal 14 al 23 novembre Hopsin con Yelawolf per promuovere Knock Madness farà il "Fuck it Tour" che toccherà la costa ovest degli Stati Uniti e durante la quale Hopsin eseguirà alcune sue nuove canzoni.

## Tracce
1. Fiends Are Knocking
2. Hop Is Back – 3:23
3. Who's There? (featuring Jarren Benton and Dizzy Wright)
4. Tears to Snow
5. Rip Your Heart Out (featuring Tech N9ne)
6. Nollie Tre Flip
7. Give Me That Money
8. I Need Help
9. Hip Hop Sinister
10. Good Guys Get Left Behind
11. Bad Manners Freestyle
12. Old Friend – 4:25
13. Still Got Love For You
14. Jungle Bash (featuring Swizzz)
15. Lunchtime Cypher (featuring Passionate MC and G-Mo Skee)
16. Dream Forever
17. What's My Purpose?
18. Caught in the Rain